# Kartprojektion

Världen avbildad med Mercators projektion tillsammans med punkter som visar den ökande förvrängningen mot polerna.

Världen avbildad med Mollweides projektion tillsammans med punkter som visar den ökande förvrängningen längs kanterna.

Världen avbildad med Robinsons projektion tillsammans med punkter som visar den ökande förvrängningen längs kanterna.

Världen avbildad med Lamberts projektion tillsammans med punkter som visar förvrängningen.

En kartprojektion är en matematisk avbildning av den krökta jordytan på en plan karta. Eftersom man inte kan avbilda en krökt yta på en plan blir det alltid olika avbildningsfel. På grund av att olika kartprojektioner har olika egenskaper måste man anpassa valet av projektion efter kartans användning.

## Typer av projektioner
Det finns tre grundläggande typer av projektioner, efter hur kartans plana yta något förenklat är krökt runt jorden: Asimutala, koniska och cylindriska projektioner. Utöver dem finns det även andra, mer eller mindre fantasifulla, projektioner som ibland kallas konventionella projektioner.

### Asimutala projektioner
Asimutala projektioner innebär att kartan är platt och ligger an mot jorden i endast en punkt. Namnet kommer av att från den punkt som ligger an mot jordytan blir azimuten, kompassriktningen, till en annan punkt på jordytan korrekt i avbildningen. De används därför av till exempel radioamatörer när de skall rikta in radioantenner för att ta kontakt med andra radioamatörer på långa avstånd.

### Koniska projektioner
Koniska projektioner innebär att kartans yta är hoprullad till en kon som ligger an mot jorden. Ofta används de för att avbilda större, på bredden långsträckta, områden.

### Cylindriska projektioner
Cylindriska projektioner, eller cylinderprojektioner innebär att kartans yta är hoprullad till en cylinder som ligger runt om jorden.

## Projektionernas vridning
De olika projektionerna kan även delas in efter hur de är vridna i förhållande jorden.

### Normala projektioner
En normal projektion är en cylindrisk projektion som är lindad runt ekvatorn, en konisk projektion vars spets polaxeln går igenom eller en asimutal projektion som ligger an mot nordpolen.

### Transversala projektioner
En transversal projektion är en cylindrisk projektion som i stället är lindad runt en meridian, en linje som går längs jordens yta mellan Nord- och Sydpolen. En mycket vanligt förekommande transversal projektion är den transversala Mercatorprojektionen, som till exempel används på Lantmäteriets allmänna kartor.

### Snedaxliga projektioner
En snedaxlig projektion är en av de tre grundläggande projektionerna som ligger an mot jorden på något annat sätt. Snedaxliga projektioner används till exempel med asimutala projektioner för att avbilda kompassriktningar till punkter långt bort. De kan även användas för att avbilda långsmala områden som vare sig är parallella med ekvatorn eller en meridian. Två exempel på sådana är de projektioner som använts i Schweiz och Tjeckoslovakien.

## Jordens yta
Beroende på kartans tänkta användning kan man utgå från två typer av jordytor. Den ena är en sfärisk yta på ett helt runt klot. Den andra, som oftast används, är ytan på en ellipsoid som kan sägas vara ett klot som är något tillplattat. Eftersom en ellipsoid har en form som bättre överensstämmer med jordens form blir kartorna mer noggranna om man utgår ifrån en sådan.

## Projektionernas egenskaper

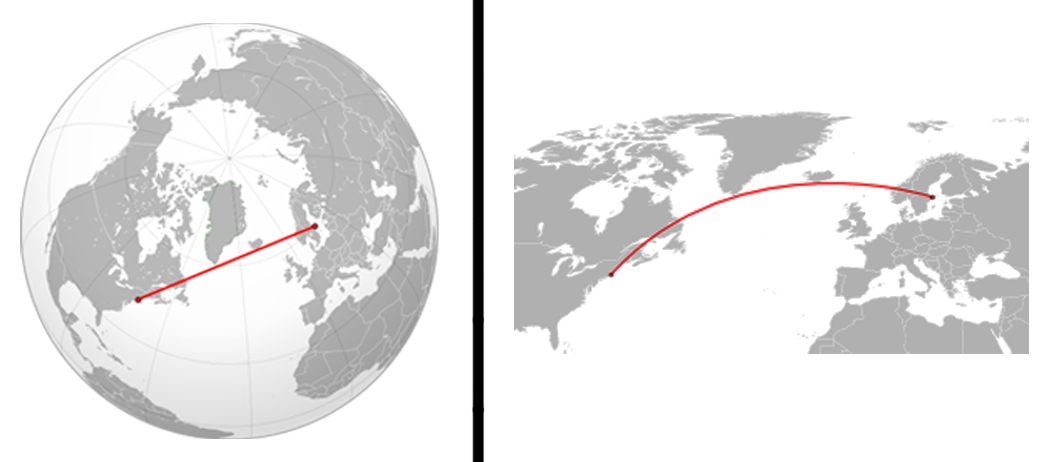
Bild som visar hur olika projektioner kan påverka hur jorden avbildas. Den röda linjen ligger på samma koordinater på båda projektionerna men är rak på den ena projektionen och böjd på den andra.

Valet av projektion gör att kartan får vissa egenskaper som påverkar hur jorden avbildas. Man brukar vanligen dela in dem i vinkelriktighet, ytriktighet och längdriktighet.

### Vinkelriktighet
Vinkelriktighet eller formriktighet innebär att en vinkel från en punkt på jordytan blir densamma på kartan. Det innebär tyvärr inte att vinkeln på en rät linje mellan två punkter på jordytan får samma vinkel när den avbildas på kartan. På en vinkel- eller formriktig karta får en mycket liten figur även samma förstoring i alla riktningar och därmed samma form. En sådan karta kallas konform. En karta kan inte vara både vinkelriktig och ytriktig.

### Ytriktighet
Ytriktighet innebär att en figur behåller samma yta eller area på kartan som den hade på jordens yta, oavsett storlek. En karta kan inte vara både vinkelriktig och ytriktig.

### Längdriktighet
Längdriktighet innebär att avståndet mellan två punkter är detsamma i kartans avbildning som på jordytan. Det är en egenskap som bara finns längs en linje, till exempel längs en meridian eller en parallell.